# Nordita-(La)
La nordita-(La) és un mineral de la classe dels silicats, que pertany al grup de la nordita. Originàriament va ser anomenada simplement com nordita per les latituds on va ser trobada. Levinson va afegir el sufix per a denominar l'element dominant de terres rares.

## Característiques
La nordita-(La) és un silicat de fórmula química (La,Ce)(Sr,Ca)Na₂(Na,Mn)(Zn,Mg)Si₆O17. La seva duresa a l'escala de Mohs es troba entre 5 i 6.
Segons la classificació de Nickel-Strunz, la nordita-(La) pertany a «09.DO - Inosilicats amb 7-, 8-, 10-, 12- and 14-cadenes periòdiques» juntament amb els següents minerals: piroxferroïta, piroxmangita, pel·lyïta, nordita-(Ce), ferronordita-(Ce), manganonordita-(Ce), ferronordita-(La), alamosita i liebauïta.

## Formació i jaciments
Va ser descoberta a la pegmatita Núm. 65 situada a la vall del riu Chinglusuai, al districte de Lovozero (óblast de Múrmansk, Rússia). També ha estat descrita en alguns indrets del proper massís de Khibini, com el mont Kukisvumtxorr o la mina d'apatita de Kirovskii.